# 巴爾沙島
62°28′24″S 60°11′35″W / 62.47333°S 60.19306°W
巴爾沙島（Balsha Island），是南極洲的島嶼，位於南設得蘭群島的利文斯頓島西北面，處於斯拉布角西北面1.5公里和科蒂斯角以北2.8公里，屬於鄧巴群島的一部分，長0.6公里、寬0.3公里，以保加利亞西部城鎮命名，現時由南極條約體系管理。